# مجید تلخابی
مجید تلخابی (زادهٔ ۱۳۶۰ در تلخاب) یک روحانی اهل ایران است. وی در انتخابات پنجمین دوره مجلس خبرگان رهبری در اسفند ۱۳۹۴ موفق شد با کسب آرای مردمی به عنوان یکی از دو نمایندهٔ استان قزوین به همراه علی اسلامی به مجلس خبرگان رهبری راه یابد.

## سوابق علمی
- ورود به حوزه علمیه در سال ۱۳۷۵
- طلبه ممتاز علمی طی ۵ سال متمادی
- جوان برتر کشور در جشنواره ملی جوان ایرانی ۱۳۸۹
- دارای مدرک سطح چهار حوزه
- دارای مدرک دکتری فقه و مبانی حقوق اسلامی از دانشگاه
- تدریس در دانشگاه تهران، پردیس فارابی، دانشگاه آزاد اسلامی
- تألیف شرح رسائل و مکاسب و ۲۰ مقاله علمی
- استاد سطوح عالی حوزه علمیه قم (رسائل ـ مکاسب ـ کفایه الأصول)
- استاد نمونه حوزه علمیه قم در سطح مدارس ۱۳۸۶[۲]

## مسؤولیت‌ها و سوابق اجرایی
- عضو هیئت رئیسه مجمع عمومی جامعه مدرسین حوزه علمیه قم
- قائم مقام مرکز فقی «امام حسن عسکری»
- مدیر گروه و عضو هیئت علمی جامعة المصطفی العالمیه
- مدیر گروه فقه و حقوق ارتباطات «پژوهشکده باقرالعلوم قم»[۳]